# Świerk czerwony
Świerk czerwony (Picea rubens Sarg.) – gatunek drzewa z rodziny sosnowatych (Pinaceae). Pochodzi ze wschodniej Ameryki Północnej. Obszar rodzimego występowania rozciąga się od wschodniego Quebecu do Nowej Szkocji oraz od Nowej Anglii na południe przez Appalachy do zachodniej Północnej Karoliny. Jest uprawiany w wielu krajach świata.

## Morfologia
PokrójDrzewo o wąskiej, stożkowatej koronie.
PieńOsiąga wysokość 18–30 m, średnica pnia ok. 60 cm, wyjątkowo może osiągnąć 46 m wysokości i 130 cm średnicy pnia. Kora szarobrązowa z wierzchu, czerwonobrązowa od wewnątrz, cienka i łuszcząca się. Gałęzie rosną poziomo, nie zwisają.
LiścieIgły jasnozielone do ciemnozielonych, o długości 12–15 mm i kwadratowym przekroju poprzecznym ułożone są równomiernie dookoła na gałęziach. Pozostają na drzewie przez wiele lat.
KwiatyGatunek jednopienny. Kwiaty męskie cylindryczne, czerwonawe, z czasem żółto-brązowe. Kwiaty żeńskie fioletowo-zielone.
SzyszkiCylindryczne, długości 3–5 cm, czerwonobrązowe. Łuski zaokrąglone, czasem lekko ząbkowane. Nasiona uwalniane jesienią, rozsiewane przez wiatr lub deszcz. Szyszki opadają przeważnie już pierwszej zimy.
KorzeńPłytki system korzeniowy, większość korzeni znajduje się tuż pod powierzchnią ziemi, do głęgokości 40–50 cm.

## Biologia i ekologia
Drzewo długowieczne, żyje średnio 250-350 lat. Toleruje zacienienie. Tworzy lasy jednogatunkowe lub mieszane, razem z sosną wejmutką (Pinus strobus), jodłą balsamiczną (Abies balsamea), jodłą Frasera (Abies fraseri). Występuje w klimacie o chłodnych, wilgotnych latach i mroźnych zimach. Rośnie na wysokościach od 0 do 1450 m n.p.m., w Appalachach od 980 do 1890 m, powyżej zastępuje go jodła Frasera.

## Zastosowanie
- Świerk czerwony chętnie używany jest jako świąteczna choinka
- Wykorzystywany do wyrobu papieru.

## Zagrożenia
- Świerkowi czerwonemu zagrażają wiatrołomy i kwaśne deszcze.
- Ze względu na cienką korę, płytkie korzenie i zapalne igły jest wrażliwy na ogień, przez co drzewa nie przeżywają pożaru.